# Análise de coorte
Análise de coorte é um subconjunto de análise comportamental, pautada nos dados oriundos, por exemplo, de plataformas de e-commerce, aplicações web, jogos online e que, ao invés de olhar para todos os usuários individualmente, separa-os em grupos com características em comum, para facilitar a análise e possibilitar inúmeros insights. Tais grupos relacionados, do inglês "cohorts", geralmente compartilham características ou experiências em comum em um determinado espaço de tempo.
Para Medeiros, os estudos de coorte é um tipo de pesquisa que se realiza com um grupo de pessoas de características comuns, constituído por uma amostra representativa que é acompanhada, por determinado período, para observação e análise do que lhe acontece durante a pesquisa. Pode ser transversal (análise de um ponto específico da história do evento) ou longitudinal (ocupa-se do estudo de um fenômeno ao longo do tempo).
Já para Cajueiro, os estudos de coorte se trata de um estudo observacional e longitudinal, que expõe certo grupo a fatores de riscos potenciais, para em seguida ser observado, acompanhado e comparado.
Partindo-se de uma tipologia mais abrangente, os estudos se dividem em experimentais e observacionais. A diferença entre estes estudos está na viabilidade do investigador ter ou não controle sobre a exposição de um fator (agente etiológico ou terapêutico).
Os estudos observacionais podem se subdividir em duas classes: descritivos e analíticos. A diferença entre eles, é que os estudos analíticos permite avaliar uma possível associação entre causa e efeito, diferente dos descritivos.
Os estudos observacionais analíticos geralmente são longitudinais (se estendem no tempo) e dentro deles podemos distinguir dois grupos: estudo de coorte e estudo de caso-controle.
Um estudo de coorte é um estudo observacional onde os participantes são selecionados segundo o status de exposição (expostos e não expostos), sendo observados para avaliar a incidência da doença em determinado período

## Uso
Muito utilizado na área da saúde, o estudo de coorte objetiva testar, observar e analisar grupos de pessoas por meio de comparação dos sinais apresentados a fim de determinar as causas do problema.
A análise de coorte permite a uma companhia, por exemplo, observar, com mais clareza, padrões ao longo do ciclo de vida de um consumidor (ou usuário), ao invés de segmentar todos os clientes de maneira cega, sem computar o ciclo natural de vida pelo qual passa um consumidor.
Através da observação de determinados períodos de tempo, a companhia pode adaptar e oferecer serviços específicos para cada grupo. Enquanto a análise de coorte é, às vezes, associada com estudos de coorte, os conceitos são diferentes e podem não ser vistos como a mesma coisa.
As análises de coorte estão amplamente ligadas aos conceitos de big data e business analytics, enquanto um estudo de coorte é um termo mais amplo, utilizado para descrever atividades de estudo que se pautam na segmentação de dados em grupos similares, sendo um conceito frequentemente utilizado no campos de estudo epidemiológicos, que pode, por exemplo, observar indivíduos que guardem, como elemento de similaridade, o tempo de exposição a uma determinada doença.

## Leituras adicionais
- «Cohort Analysis with Google Analytics». Analytics Talk. Justin Cutroni
- «Get Useful Insights Easier: Automate Cohort Analysis with Analytics & Tableau». Google Analytics Blog. Google
- Glenn, Norval D. (2005). Cohort Analysis. Quantitative Applications in the Social Sciences vol. 07-005 2nd ed. [S.l.]: Sage Publication
- Wilson, Fred. «The Cohort Analysis». AVC
- PORTER, JOSHUA. «COHORT ANALYSIS - MEASURING ENGAGEMENT OVER TIME». 52 Weeks of UX